# Bruche (rivier)
De Bruche, Frans: Bruche, Duits: Breusch, is een rivier in het oosten van Frankrijk. De rivier is een linkerzijrivier van de Ill.
De Bruche ontspringt in de Vogezen bij de berg Le Climont, dicht bij het dorp Urbeis. Het Bruchedal is een van de langste dalen in de Vogezen. Bij Mutzig stroomt de Bruche de Boven-Rijnse Laagvlakte, dat is het Rijndal, in. De monding in de Ill ligt in Gliesberg, een buitenwijk van Straatsburg. De Ill zelf mondt niet ver na Straatsburg in de Rijn uit.

## Canal de la Bruche
Meteen na de bebouwde kom van Avolsheim, waar de Mossig in de Bruche uitmondt, is er een waterval in de Bruche. Daar wordt een deel van de Bruche afgetakt voor een kanaal, dat verder voor een groot deel parallel aan de Bruche loopt, het Canal de la Bruche. Het kanaal werd in 1682 op bevel van de Vauban gegraven voor het transport van goederen bij de militaire campagnes. Nadien bleef het tot 1939 in gebruik voor het transport van bouwhout en wijn. Het kanaal mondt dicht bij de Bruche zelf uit in de Ill. Het kanaal is net tien meter breed. De sluisjes die er ooit in zijn gebouwd, zijn weggehaald. Daarvan zijn alleen nog de kaden over.

## Debiet
Het debiet van de rivier is sterk seizoensgebonden. Metingen over een periode van 46 jaar van 1965 tot en met 2010 in Holtzheim, waar in de rivier reeds het water uit een gebied van 548 km² komt, 75% van het totale gebied, tonen aan dat van december tot maart de hoogste debieten worden gemeten, tot 14,8 m³/s in februari. Na maart zakt het debiet tot een minimum van 2,25 m³/s in augustus, maar neemt nadien weer maand na maand toe.